# Gabriel Moreno Pérez
Gabriel Moreno Pérez, más conocido como Gabriel Moreno (Baena 1973) licenciado por la Real Academia de Bellas Artes de Santa Isabel de Hungría es uno de los ilustradores internacionales más influyentes de la última década según la reconocida publicación 100 Illustrator de Taschen. Por otro lado la obra artística de Gabriel Moreno pese a su corta trayectoria, puede ya verse en galerías y ferias de arte de todo el mundo como  Nueva York, Singapur, Londres, Hong Kong, Estocolmo o Sídney.

## Reseña biográfica

### Primeros trabajos
Comienza a mover su portafolio en 2007, año en el que arranca su carrera tras ser seleccionado entre los 20 nuevos talentos de la ilustración por la revista londinense Computers Arts. Desde entonces hasta hoy recibe numerosos encargos de publicidad, figurando como artista consagrado en el ámbito de la ilustración. Participa habitualmente en medios impresos como Wall Street Journal, Squire London, GQ USA y El País Semanal, Sunday Times o Rolling Stone. Es destacable su trabajo en publicidad a escala internacional, colaborando con agencias de la talla de McCann Erickson Nueva York, J. Walter Thompson Singapur, Leo Burnett Beirut, Wieden+Kennedy Shanghái, BBDO Moscú, TBWA\Chiat\Day Los Ángeles o Young & Rubicam París. Ha llevado a cabo grandes campañas para marcas de primera línea, entre las cuales cabe señalar algunas como Nike USA, Rolex, Victoria’s Secret, Universal Music Group o Coca-Cola, que han hecho que sus exposiciones se vean en lugares como Times Square, el Metro de Londres o el Hotel Marina Bay Sands de Singapur.                

### Etapa segunda
De forma paralela, ha desarrollado su línea de trabajo artístico personal. Su obra habla de la belleza y la sensualidad de la mujer a través del grafismo, la elegancia del trazo negro y la acuarela. Generalmente realiza piezas en blanco y negro con detalles de color en la ropa, el rostro o el entorno. Utiliza gradientes de colores drásticos y múltiples capas de imágenes que emergen de éstas y envuelven las figuras. Trabaja el grabado y utiliza herramientas como lápiz, tinta, rotulador, acuarela y técnica digital.

## Producción del artista
Inspirado en la figura femenina, que a través de una técnica clásica y herramientas cotidianas, logra un producto contemporáneo. Su obra nace de la necesidad y fijación de ciertos detalles que observa en la perfección de la mujer. Una perfección que lo obsesiona y que gracias a esto, transmite y transforma ese deseo de conocer más de ella, en un dibujo que va más allá de la dulzura del cuerpo femenino. Los tatuajes de carcelarios rusos en los cuerpos delicados de sus mujeres dan su sello personal, queriendo mostrar la paridad entre la rudeza y lo vulnerable.
Rostros con expresiones intensas, colores invadiendo el papel, pastas y volúmenes son parte de la evolución que ha tenido hasta el día de hoy su trabajo.  

## Obras
ORIGINALES
- "As many tattoos as sins in her skin"
- "Laura II"
- "Laura III"
- "Rusa"
- "Russian prisioners"
- "Smoke"
- "There's no greater prison than the marks on her skin"
- "Magenta"

ORIGINALES ANIMALES
- "Giraffe"
- "Hare"
- "Âne"

SEMI-ORIGINALES
- "Bettina"
- "Carmela"

Grabados
- "Bird"
- "Butterfly"
- "Flower"
- "Profile"

EDICIONES LIMITADAS
- "Dayez"
- "Elena"
- "Rafa"
- "María"

### Exposiciones
- Mayo 2008. The Urban Art Show. The Old Cinema Gallery. Londres.
- Enero 2009. Galería FastCool. Madrid.
- Marzo 2010. Ouch My Eye Gallery. Seattle.
- Mayo de 2011. Seize Gallery. Marsella.
- Abril de 2011. Conquistadores. Strychnin Gallery. Berlín.
- Julio de 2012. Green Card Gallery. Nueva York.
- Mayo de 2013. Galería Cartel. Granada.
- Diciembre de 2013 - marzo de 2014. Exposición itinerante Ilustradores españoles, The color of optimism.

AECID, Ministerio de Exteriores: Embajada Española en Berlín. Frankfurt, Oslo y Nueva York.
- Marzo de 2014. Art Fair Battersea. Londres.
- Marzo 2014. Affordable Art Fair. Hong Kong.
- Abril 2014. Love Art Fair. Toronto.
- Junio 2014. Hampstead. Londres.
- Septiembre 2014. Affordable Art Fair. Nueva York.
- Noviembre 2014. Affordable Art Fair. Singapur.
- Febrero 2015. Exposición itinerante Ilustradores españoles, The color of optimism. Berlín, Frankfurt y Roma.
- Septiembre 2015. Art Fair Seoul.
- Septiembre 2015. Art Fair Battersea. Londres.
- Septiembre 2015. Art Fair New York City.
- Octubre 2015. Art Fair Stockholm.
- Octubre 2015. Asia Contemporary Art Show. Hong Kong.
- Noviembre 2015. Exposición individual en Valencia. Galería Pepita Lumier.
- Enero 2016. Exposición individual en Australia, Byron Bay. Retrospect Gallery.
- Marzo 2016. Art Fair Londres.
- Marzo 2016. Art Fair Hong Kong.
- Mayo 2016. Exposición itinerante Ilustradores españoles, The color of optimism. Washington, Miami y México.